# チュウヒ亜科
チュウヒ亜科(Harrier)はタカ科の昼行性の鳥である。開けた場所の上を低く飛んで獲物を探し、小型の哺乳類、は虫類、鳥類等を捕食する。
チュウヒ亜科の多くの鳥はチュウヒ属(Circus)に分類されるが、英語の属名は、メスとオスが求愛の際に旋回行動(circling)をすることから名付けられた。他に2つの属があり、カメンダカ属(Polyboroides)は異所的種分化したもので、エチオピア区のみに生息する。もう1つはセイタカノスリ属(Geranospiza)で単型種である。

## 主な種
- Circus, チュウヒ属
  - Circus aeruginosus, ヨーロッパチュウヒ
  - Circus ranivorus, アフリカチュウヒ
  - Circus spilonotus, チュウヒ
  - Circus approximans, ミナミチュウヒ
  - Circus maillardi, マダガスカルチュウヒ
  - Circus buffoni,, ハネナガチュウヒ
  - Circus assimilis, ウスユキチュウヒ
  - Circus maurus,, クロチュウヒ
  - Circus cyaneus,, ハイイロチュウヒ
  - Circus cinereus, アンデスチュウヒ
  - Circus macrourus, ウスハイイロチュウヒ
  - Circus melanoleucos, マダラチュウヒ
  - Circus pygargus, ヒメハイイロチュウヒ
- Polyboroides, カメンダカ属
  - Polyboroides typus, チュウヒダカ
  - Polyboroides radiatus, マダガスカルチュウヒダカ
- Geranospiza, セイタカノスリ属
  - Geranospiza caerulescens, セイタカノスリ